# ۱۵۱ (میلادی)
۱۵۱ (میلادی) صد و پنجاه و یکمین سال تقویم میلادی است.

## درگذشتگان
‎